# Georg Lehmann (Sportfunktionär)
Georg Lehmann (* 29. April 1887 in Berlin; † 6. Dezember 1974 in Buenos Aires, Argentinien) war ein deutscher Jurist, Tischtennisspieler und Sportfunktionär, erster Präsident des Deutschen Tischtennis-Bundes (DTTB) von 1925 bis 1929 sowie Initiator der Gründung des Tischtennis-Weltverbandes (ITTF).

## Werdegang

### Ausbildung und Beruf
Lehmann kam als Sohn des Chemikers und Ingenieurs Arthur Lehmann in Berlin zur Welt. Nach der Reifeprüfung 1907 am Stadtgymnasium zu Stettin studierte er sieben Semester Rechtswissenschaft an der Friedrich-Wilhelm-Universität in Berlin. Im Juni 1911 legte er am Kammergericht Berlin die erste juristische Staatsprüfung ab. 1912 promovierte er cum laude an der Juristischen Fakultät der Universität Jena bei Heinrich Gerland. Er erhielt im Februar 1916 die Zulassung am Kammergericht Berlin und wurde 1927 zum Notar ernannt.

### Präsident des Deutschen Tischtennis-Bundes
Neben seiner beruflichen Tätigkeit hatte Lehmann sich dem Tischtennissport verschrieben. Als aktiver Spieler gehörte er dem Tischtennisverein Gelb-Weiß 1900 Berlin an. Er gewann die inoffiziellen deutschen Meisterschaften 1904, 1905, 1906 und 1907. Daneben spielte er auch Tennis, wo er etwa 150 Preise gewann.
Als Mitte der 1920er Jahre das Tischtennis in Deutschland wieder Aufschwung nahm und der Ruf nach einheitlichen Regeln laut wurde, kamen am 21. Februar 1925 im Münchener Palais Preysing Vertreter von 21 deutschen Tischtennisvereinen zusammen. Lehmann wurde in einen Ausschuss gewählt, dessen Aufgabe es war, einen „Deutschen Tisch-Tennis Verband“ zu gründen. Nach vorbereitenden Arbeiten wurde am 8. November 1925 eine Generalversammlung im Clubhaus des Gelb-Weiß 1900 Berlin einberufen. Hier gründeten die 32 anwesenden Vereine den Deutschen Tischtennis-Bund (DTTB) und wählten Lehmann zum ersten Präsidenten.
Lehmann bereitete auch die Gründung des Weltverbandes vor und nahm Ende 1925 Kontakt mit Tischtennisverbänden im Ausland auf. Am 15. Januar 1926 kam es in Berlin mit den Verbänden aus Österreich, England, Ungarn, Wales und Deutschland zur Gründung der International Table Tennis Federation. Bei der im Dezember 1926 in London durchgeführten ersten Tischtennisweltmeisterschaft führte Lehmann die deutsche Mannschaft als Non-playing Captain an. Er plante, eine Weltmeisterschaft in Deutschland zu veranstalten. Die Tischtennisweltmeisterschaft 1930 wurde nach Berlin vergeben.
Unter Lehmanns Präsidentschaft erhöhte sich die Anzahl der deutschen Vereine 1927/28 auf 70. Er war Delegierter zum Deutschen Reichsausschuss für Leibesübungen (DRA). Im Frühjahr 1929 musste er als Nichtarier zurücktreten, sein Nachfolger wurde Werner Arndt.

### Emigration und juristische Laufbahn in Argentinien
Nach der Machtübertragung an das NS-Regime verließ er Deutschland und emigrierte 1940 nach Argentinien. Unter schwierigen Umständen baute er sich  in Buenos Aires eine neue große Kanzlei auf. Mit der Novellierung des Reichsbürgergesetzes wurde ihm im November 1941 die deutsche Staatsbürgerschaft entzogen. Nach Ende des Zweiten Weltkriegs wurde er beim Kammergericht in Berlin wieder als Rechtsanwalt zugelassen und erhielt 1952 auf eigenen Antrag hin die deutsche Staatsangehörigkeit zurück.
Schwerpunkt seiner anwaltlichen Tätigkeit war die Vertretung von jüdischen Emigranten zu Fragen der Wiedergutmachungsgesetzgebung. Zu deren Durchführung beriet er die 1951 eingerichtete diplomatische Vertretung der Bundesrepublik Deutschland in Argentinien mündlich und schriftlich. Durch seine selbstlose Tätigkeit erwarb er sich hohes Ansehen unter seinen Kollegen und wurde Senior und Sprecher der in Buenos Aires ansässigen und bei deutschen Gerichten zugelassenen Rechtsanwälte.
Publizistisch machte er sich in Deutschland einen Namen als Fachmann in Fragen des Rückerstattungs- und Wiedergutmachungsrechts, über das er in juristischen Fachzeitschriften zahlreiche Abhandlungen veröffentlichte. Lange Jahre schrieb er für das Argentinische Tageblatt.

## Privat
Georg Lehmanns Tochter Elena war argentinische Meisterin im Tennis.

## Ehrungen
- 24. November 1965: Großes Verdienstkreuz der Bundesrepublik Deutschland[3]

## Schriften
- Die Klage gegen die Ehegatten wegen vorehelicher Schulden der Frau. Jena, Univ., Diss. v. 25. Juli 1912